# Leila Arab
Pour les articles homonymes, voir Arab (homonymie).
Leila Arab, ou simplement Leila, est une artiste de musique électronique britannique d'origine iranienne. Elle est à la fois musicienne, DJ, ingénieur du son, compositrice, artiste d'enregistrement et réalisatrice artistique. Elle est entre autres connue pour avoir été la claviériste de Björk.

## Biographie
Leila Arab est née en Iran en 1971. Ses parents, fuyant la révolution islamique, s'installent à Londres en 1979 avec elle et ses cinq frères et sœurs. Elle est la sœur cadette de Roya Arab, qui a prêté sa voix à Archive. Elle suit des études d'audiovisuel à l'université du Staffordshire avant de choisir la musique. D'abord DJ aux multiples influences, Leila jongle avec les styles : jazz, hip-hop, soul et les rythmes les plus étranges ; elle s'oriente ensuite vers la musique électronique, après avoir découvert le breakbeat hardcore.
Elle est remarquée tout d'abord en tant que claviériste pendant les tournées de Björk (à partir de 1993) et avec le groupe Galliano (elle a participé au titre Phantom dans leur album A Joyful Noise Unto The Creator sorti en 1992, avec comme instrument le vibraphone), puis elle devient rapidement complice d'Aphex Twin, avant de publier chez Rephlex le maxi-single Don't Fall Asleep (qui figure dans la liste des meilleurs singles de l'année établie par le magazine Les Inrockuptibles) et son premier album Like Weather en 1998. Dans cet album, il y a des participations vocales de Donna Paul, Luca Santucci et Roya Arab, qui se poursuivront jusqu'à son troisième album.
Elle signe en 1999 un contrat avec le label indépendant XL Recordings qui lui assure désormais une distribution plus importante. Son deuxième album, Courtesy Of Choice sort à la fin de l'année 2000.
Le style de musique qu'elle compose est proche de l'ambient, de l'IDM et de l'electronica, avec un mélange d'autres styles cités plus haut.
En 2003, elle rejoint Björk pour la tournée Greatest Hits Tour. Elle a également enregistré des morceaux plus expérimentaux et rares sous le nom d'emprunt Grammatix (où elle est créditée comme Aliel Bara - ses noms lus à l'envers) ou Little Miss Specta pour la participation aux programmations du titre Where Is The Line de l'album Medúlla de Björk aux côtés de Mark Bell et de Valgeir Sigurðsson en 2004. Leila et Björk ont collaboré pour la composition du morceau Nameless pendant la tournée Greatest Hits Tour, qui, par la suite, est renommé sous le titre de Storm, en 2005, pour la bande originale du film Drawing Restraint 9 de Matthew Barney.
Après plusieurs travaux sous différents labels et avec de nombreux artistes puis une longue pause (huit ans de silence après la sortie de Courtesy Of Choice), Leila est de retour en 2008 avec un album intitulé Blood, Looms and Blooms, qui était normalement annoncé pour l'année 2007 chez Warp Records, son nouveau label. Sur cet album, Leila a travaillé avec Terry Hall, Martina Topley-Bird et Seaming entre autres, en plus de ses collaborateurs de longue date : Luca Santucci et Roya Arab.
En 2009, elle a participé à la compilation Warp20 (Recreated) sur un titre d'Aphex Twin Vordhosbn issu de l'album Drukqs.
En 2011, son morceau Underwaters (One for Keni) (3e morceau de l'album Like Weather) est utilisé pour la publicité Avios. Pendant cette année, Leila a aussi travaillé avec son amie de longue date Björk, pour son nouvel album Biophilia à re-produire Thunderbolt, Cristallin, Dark Matter et Virus ; l'ajout de nouveaux "beats" de Sacrifice et éventuellement, en remplaçant la version studio de Solstice avec un enregistrement live du Festival international de Manchester.
Elle annonce fin 2011 la sortie d'un nouvel album, U&I, pour le mois de janvier 2012, avec Mt. Sims (qui a collaboré à l'album Tomorrow, in a Year avec Planningtorock et le groupe The Knife en 2010).

## Discographie

### Albums
- Like Weather[8], 1998, Rephlex Records; remasterisé en 2020 pour Modern Love associé à Thank U Records[9]
- Courtesy of Choice, 2000, XL Recordings
- Blood, Looms and Blooms, 2008, Warp Records
- U&I, 2012, Warp Records

### EP
- Nu Renegade, 2015, Mad Decent

### Singles
- Don't Fall Asleep, 1997, Rephlex Records
- Feeling, 1998, Rephlex Records
- Space Love, 1998, Rephlex Records
- Untitled, 1998, Rephlex Records[Note 2]
- Heaven on Their Minds, 1998, Rephlex Records[Note 3]
- Soda Stream, 1999, XL Recordings
- Mettle, 2008, Warp Records
- Deflect, 2008, Warp Records
- (disappointed cloud) anyway, 2011, Warp Records
- welcome to your life (promo), 2012, Warp Records

### Remixes
- Adamski's Thing - Intravenous Venus, 1998, Nitelite The Club Records (Sous le pseudonyme Gramatix)[Note 4]
- Emilie Simon - Desert, 2002, Barclay Records
- Sia Furler - Breathe Me / Numb, 2004, Go! Beat Records

### Apparitions, collaborations et participations
- Galliano - A Joyful Noise unto the Creator, 1992, Talkin' Loud (pour sa participation au titre Phantom - vibraphone)[3]
- A Tribe Called Quest - 	Revised Quest for the Seasoned Traveller, 1992, Jive[10]
- Björk - Celebrating Wood and Metal, 1997, MTV Music Television
- Various - Live from 6A: Conan O'Brien, 1997, Mercury (pour sa participation au titre Human Behaviour - voix et claviers)
- Acacia - Maddening Shroud, 1997, Warner Music UK Ltd[Note 5].
- Nicolette (en) - DJ-Kicks, 1997, Studio !K7[Note 6]
- Plaid - Not for Threes, 1997, Warp Records[Note 7]
- Jonny L - Magnetic, 1998, XL Recordings (pour sa participation au titre Uneasy - voix)[11]
- Björk - MTV Unplugged & Live, 2001, One Little Indian
- Marco Fullone - No Ordinary Chill, 2001, Cool D:vision[Note 8]
- Björk - Live at Shepherd’s Bush Empire, 2001, One Little Indian[Note 9]
- Björk - Post Live, 2003, One Little Indian Records / Polydor (UK)[Note 10]
- Björk - Vessel, 2003, One Little Indian
- Björk - Later, 2003, One Little Indian (pour sa participation au titre Hyperballad - voix et claviers)
- Björk - Medúlla, 2004, One Little Indian / Polydor (UK)[Note 11]
- Björk - Drawing Restraint 9, 2005, One Little Indian[Note 12]
- Various - Arabica, 2005, Apace Music[Note 13]
- Nicolette - Life Loves Us, 2005, Early Records [12]
- Björk - Biophilia, 2011, One Little Indian[Note 1]

### Compilations
- Various - The Braindance Coincidence, 2001, Rephlex Records
- Various - Rephlexions! An Album of Braindance!, 2003, Rephlex Records[Note 2]
- Various - Warp20 (Infinite), 2009, Warp Records
- Various - Warp20 (Elemental), 2009, Warp Records
- Various - Warp20 (Recreated), 2009, Warp Records